# Gmina Białośliwie
Die Gmina Białośliwie ist eine Landgemeinde im Powiat Pilski der Woiwodschaft Großpolen in Polen. Ihr Sitz ist das gleichnamige Dorf (deutsch Bialosliwe, 1875–1919, 1939–1942 Weißenhöhe, 1942–1945 Weißenhöhe, Kr. Wirsitz) mit etwa 2600 Einwohnern.

## Gliederung
Zur Landgemeinde (gmina wiejska) Białośliwie gehören neun Dörfer (deutsche Namen, amtlich bis 1945) mit einem Schulzenamt (solectwo):
- Białośliwie (Bialosliwe, 1875–1942 Weißenhöhe, 1942–1945 Weißenhöhe, Kr. Wirsitz)
  - einschl. 1908 eingemeindetem Gutsbezirk Flottwell[5]
- Dworzakowo (Hoffmannsdorf)
- Dębówko Nowe (Eichenhagen)[4]
- Dębówko Stare
- Krostkowo (Freimark)[4]
- Nieżychowo (Niezychowo, 1939–1942 Seeheim, 1942–1945 Seeheim, Kr. Wirsitz)[5][2]
- Pobórka Mała (Schönheim)
- Pobórka Wielka (Poburke, 1942–1945 Burken)[2]
- Tomaszewo (Tomaszewo)

Eine weitere Ortschaft der Gemeinde ohne eigenes Schulzenamt ist Nieżychówko (Niezychowko, 1939–1942 Waldheim, 1942–1945 Waldheim, Kr. Wirsitz).

## Verkehr
Neben dem damaligen Staatsbahnhof Weißenhöhe an der Stammstrecke der Preußischen Ostbahn nahm die Wirsitzer Kreisbahn ihren Ausgang, seit 1920 Wyrzyskie Koleje Powiatowe, seit 1948 Bydgosko-Wyrzyskie Koleje Dojazdowe, 1993 stillgelegt, seit 2001 Museumsbahn Wyrzyska Kolejka Powiatowa.